# リチャード・シュガーマン
リチャード・シュガーマン（Richard Sugarman, 1944年 - ）は、アメリカ合衆国の哲学者、政治アドバイザー。
バーモント大学宗教・哲学科教授で、「リトアニア出身の哲学者エマニュエル・レヴィナス研究の世界的権威」。2016年アメリカ合衆国大統領選挙候補者バーニー・サンダースの政治アドバイザーの一人である。

## 初期の経歴
1944年にニューヨーク州バッファローに生まれた。父方はウクライナ系ユダヤ人家系で、母方はイギリス系ユダヤ人家系。父の家族はハシディズムで、母は改革派ユダヤ教徒。父は連続起業家。
シュガーマンは1966年にイェール大学を卒業した。イェールでのルームメイトは、後にアメリカ合衆国上院議員になるジョー・リーバーマン。指導教員はジョン・ダニエル・ワイルドで、ポール・ワイスの薫陶も受けた。シュガーマンは1969年にイェール大学で修士号を得た後、ボストン大学で博士号を取得した。学位論文の題目は「ルサンチマンの現象学に向けて（Toward a Phenomenology of Ressentiment）」。

## 教歴
シュガーマンは1970年にバーモント大学に着任し、1974年から同大学宗教学科で教鞭をとっている。「現象学、ユダヤ哲学、実存主義、人文学」を担当する教授である。「リトアニア出身の哲学者エマニュエル・レヴィナス研究の世界的権威」であり、数冊の著書がある。
アンナ＝テレサ・ティミエニエツカによれば、「『Phenomenological Inquiry』に掲載されたシュガーマンの論文が、ヨハネ・パウロ2世が亡くなった晩にナイトテーブルの上に置かれていた」。

## 政治コンサルタントとしての経歴
シュガーマンはバーニー・サンダースが1981年にバーモント州バーリントンの市長に立候補するよう促した。それ以前には二人は同棲していた。2016年バーニー・サンダース大統領選挙キャンペーンのアドバイザーを務める。

## 私生活
シュガーマンには妻リンダとの間に三人の子どもがおり、バーモント州バーリントンに住んでいる。シュガーマンは関節炎を患っている。正統派ユダヤ教徒で、アハヴァト・ゲリム集会に参加した。また、「弁解しないシオニスト」でもある。

## 著作
- Sugarman, Richard (1980). Rancor Against Time: The Phenomenology of 'Ressentiment'. Hamburg: F. Meiner. ISBN 9783787304561. OCLC 6598022
- Sugarman, Richard; Simone, R. Thomas (1986). Reclaiming the Humanities: The Roots of Self-Knowledge in the Greek and Biblical Worlds. Lanham, Maryland: University Press of America. ISBN 9780819150936. OCLC 12695582
- Sugarman, Richard; Duncan, Roger B. (2006). The Promise of Phenomenology: Posthumous Papers of John Wild. Lanham, Maryland: Lexington Books. ISBN 9780739109427. OCLC 61651779